# Без закону (фільм, 1923)
Без закону (англ. Within the Law) — американська драма режисера Френка Ллойда 1923 року.

## Сюжет
Коли Марія Тернер вирушає до в'язниці за злочин, якого вона не скоювала, вона клянеться помститися тим, хто образив її, завжди залишаючись, проте, в межах букви закону.

## У ролях
- Норма Толмадж — Марія Тернер
- Лью Коуді — Джо Гарсон
- Джек Мулхолл — Річард Гілдер, його син
- Ейлін Персі — Еггі Лінч
- Джозеф Кілгур — Едвард Гілдер
- Артур Стюарт Галл — Джордж Демарест
- Хелен Фергюсон — Гелен Морріс
- Лінкольн Пламмер — сержант Кессіді
- Том Рікеттс — генерал Гастінгс
- Ворд Крейн — англієць Едді
- Катрін Мерфі — секретарка Гілдера
- Девітт Дженнінгс — інспектор Берк
- Едді Боланд — Ірвін, його адвокат
- Лайонел Бельмор — Дарсі